# Berg (Missen-Wilhams)
Berg (mundartlich: Beərg, uv də Beərg nüv) ist ein Gemeindeteil der Gemeinde Missen-Wilhams im bayerisch-schwäbischen Landkreis Oberallgäu.

## Geographie
Das Dorf befindet sich circa 500 Meter nördlich und oberhalb des Hauptorts Missen. Die Ortschaft liegt am Hauchenberg.

## Ortsname
Da der Ort historisch auch als Misserberg bezeichnet wurde, bedeutet der Ortsname (Siedlung an der) Anhöhe (bei Missen).

## Geschichte
Berg wurde erstmals urkundlich im Jahr 1412 mit „Cunz Höhlin auf dem Berg zu Müßen“ erwähnt. 1818 wurden 15 Wohnhäuser in Berg gezählt.